# 肥田忠政
肥田 忠政（ひだ ただまさ）は、戦国時代から安土桃山時代にかけての武将。織田氏の家臣。美濃国米田城主。

## 略歴
先祖は信濃国諏訪氏の末孫で源義仲に仕えていたが、肥田忠直の代に美濃肥田村（現岐阜県土岐市肥田町）に移った後、同米田庄福島（現川辺町福島）に移住して肥田氏を名乗った、あるいは美濃源氏の家系で、土岐氏を経て肥田氏を名乗るようになったとされる。
肥田忠直（軌吉）の子として誕生。初め父が権現山に築いた福島城にいたが、永禄3年（1560年）に加茂山に移築して米田城を築いた。
永禄10年（1567年）8月、子・長寿丸が下川辺城（毛利山城、牛ヶ鼻城）の毛利勘右衛門を300の兵で討とうとした際、その家臣一同が信望のない主君を殺害して投降したため、長寿丸は戦わずして入城し、その地を治める事となったと言う。また、元亀年間（1570年 -1573年）某年3月、堂洞城主・岸信周と長寿丸は盟約を交わし、岸氏の飛び地だった馬串山城と毛利山城を対等交換したと言う（米田之庄肥田軍記）。
織田信長が美濃に侵攻すると、堂洞合戦後に旧領地の知行を認められており、いち早く信長に従ったと見られる。
『信長公記』によれば、時期は不明ながら高野口（瑞浪市）に侵攻してきた武田信玄との戦いで、森可成と共に先駆けを務めている。
元亀元年（1570年）9月には、森可成や織田信治と共に宇佐山城を守備し、浅井・朝倉軍の攻撃を受けて可成・信治は戦死するが、忠政は武藤五郎衛門・肥田彦左衛門と共に城を死守した（『甫庵太閤記』）。
天正10年（1582年）春、金山城主・森長可が馬串山譲渡を要望するが、忠政はこれを拒否した。同年6月2日、本能寺の変で織田信長と共に森成利ら長可の弟三人が討死すると、長可は三人の葬儀と称して22日に出陣し、米田城を急襲した。城内では男子誕生の慶事中で防戦の用意が無く、忠政は妻子を連れ逃れたが、駆けつけた長寿丸は銃撃を受け、両親に追いつくも息絶えた。忠政は妻子を預け、加治田城主の斎藤利堯を頼り牛ヶ鼻付近で森軍と対戦したが敗れて、家臣の伊藤忠助・多田角右衛門が捕らわれた。この二人はその後長可の家臣となり、小牧・長久手の戦いで長可と共に討死した（米田之庄肥田軍記）。一方、忠政は『南北山城軍記』によれば大島光義に討たれたと言うが、実際にはこの時点で光義は斎藤側で長可と戦っていた。あるいは、加治田城内で自刃したともされるが、岳父金森長近の姻戚である鉈尾山城主佐藤秀方を頼り、その地で病死したのではないかという説もある。
『寛永諸家系図伝』によれば、本能寺の変後と見られるが、羽柴秀吉に属したともいう。
忠政の子の忠親は幼少だったため、祖父の金森長近が養育し、成人後に徳川家康に謁見させた。忠親は寄合に列し、家康から武儀郡内の極楽寺・生櫛・下有知で1,000石の所領を得て、子の忠頼以降も代々徳川将軍家に仕えた。忠頼の弟の忠寅の家系は尾張徳川家に仕えた。